# カッレーガ・リーグレ
カッレーガ・リーグレ（伊: Carrega Ligure）は、イタリア共和国ピエモンテ州アレッサンドリア県にある、人口約100人の基礎自治体（コムーネ）。

## 地理

### 位置・広がり
| 隣接するコムーネは以下の通り。括弧内のGEはジェノヴァ県、PCはピアチェンツァ県所属を示す。 - カベッラ・リーグレ - ファーシャ (GE) - ゴッレート (GE) - モンジャルディーノ・リーグレ - オットーネ (PC) - プロパータ (GE) - ヴァルブレヴェンナ (GE) - ヴォッビア (GE) |

### 地震分類
イタリアの地震リスク階級 (it) では、3 に分類される
。

## 行政

### 分離集落
カッレーガ・リーグレには、以下の分離集落（フラツィオーネ）がある。
- Agneto, Berga, Boglianca, Campassi, Ca' dei Campassi, Capanne di Carrega, Cartasegna, Casone, Chiapparo, Connio, Croso, Daglio, Ferrazza, Fontanachiusa, Magioncalda, Reneuzzi, San Clemente, Vegni